# عمالة سلا
عِمَالة سَلَا هي إحدى أقاليم المملكة المغربية، وتحمل صفة عِمَالة. تنتمي إلى جهة الرباط سلا القنيطرة وتقع شمالي الرِّبَاط، في ضواحي مجال العاصمة. العمالة تحوي 823.485 ساكنا (إحصاء 2004).

## التقسيم الإداري
تتكون عمالة سلا من جماعتين حضريتين وجماعتين قرويتين:
| الدوائر             | القيادات أو الباشويات                                                      | الجماعات الحضرية أو القروية | المقاطعات                               | الملحقات الإدارية                                                 |
| ------------------- | -------------------------------------------------------------------------- | --------------------------- | --------------------------------------- | ----------------------------------------------------------------- |
|                     |                                                                            | الجماعة الحضرية سلا         | مقاطعة العيايدة                         | ملحقة النهضة ملحقة بنعاشر ملحقة المحيط ملحقة النسيم ملحقة بلعروسي |
| مقاطعة احصين        | ملحقة الأمل ملحقة أولاد هلال                                               | الجماعة الحضرية سلا         |                                         |                                                                   |
| مقاطعة تابريكت      | ملحقة الدار الحمراء ملحقة واد الرمان ملحقة حي كريمة ملحقة الروسطال         | الجماعة الحضرية سلا         |                                         |                                                                   |
| مقاطعة بطانة        | ملحقة بطانة ملحقة حي السلام ملحقة حي السلام الإضافي ملحقة حي مولاي اسماعيل | الجماعة الحضرية سلا         |                                         |                                                                   |
| مقاطعة باب المريسة  | ملحقة الشرف ملحقة باب سبتة ملحقة باب شعفة                                  | الجماعة الحضرية سلا         |                                         |                                                                   |
| باشوية سيدي بوقنادل | الجماعة الحضرية سيدي بوقنادل                                               |                             | ملحقة زردال الشرقية ملحقة زردال الغربية |                                                                   |
| دائرة أحواز سلا     | باشوية عامر                                                                | الجماعة القروية عامر        |                                         | ملحقة عامر الشمالية ملحقة عامر الجنوبية                           |
| دائرة أحواز سلا     | قيادة السهول                                                               | الجماعة القروية السهول      |                                         |                                                                   |

## توأمة
لعمالة سلا اتفاقيات توأمة مع:
- أريانة